# 岸田忠氏
岸田忠氏（きしだ ただうじ）是安土桃山时代、江户时代初期的武将、大名。大和國岸田領主。

## 生涯
起初侍奉大和國戰國大名筒井順慶，領有2000石，之後筒井定次被轉封至伊賀國，因此改為侍奉統治大和的豐臣秀長及其養子秀保。
秀保死後成為丰臣秀吉的家臣，領有大和山邊郡岸田1万石。慶長5年（1600年）關原之戰從屬於石田三成方，8月11日攪亂東軍在三河國藤川企圖放火但是失敗，因而解除武裝成為町民，而且家臣岸田弥右衛門也遭到了處刑。9月15日關原本戰中，豐臣秀賴配下的黃母衣眾中的織田信高、伊藤盛正和小西行長一起交戰戰敗而被改易。慶長6年（1601年）11月投靠陸奧國盛岡藩主南部利直。
元和元年（1616年）死去。享年70余歲。葬于光林寺。子孫成為盛岡藩士存續家名。

## 脚注
1. ↑  須田茂『徳川大名改易録』（崙書房出版、1998年）101頁
2. ↑  現石鳥谷町。